# Тайрі (острів)
Тайрі (англ. Tiree, шотл. гел. Tiriodh) — найзахідніший острів Внутрішніх Гебридських островів Шотландії. Низький острів, на південний захід від Колла, має площу 7834 га і населення близько 650 осіб. Земля острову дуже родюча, а землеробство разом із туризмом і рибальством є основними джерелами доходу для жителів острова. Тайрі, як і Колонсей, має відносно велику кількість годин сонячного світла протягом пізньої весни та початку літа порівняно із середнім показником для Сполученого Королівства. Тайрі є популярним місцем для віндсерфінгу; його іноді називають «північними Гаваями». У більшості років тут проводять змагання з серфінгу Tiree World Classic. Корінні жителі острова відомі як Тірісдіч.
Тайрі утворюється в основному з гнейсу, що утворює люїзіанський комплекс, набір метаморфічних порід від архейського до раннього протерозою. Місцями зустрічається граніт архейського віку. Іноді зустрічаються магматичні інтрузії долериту, фельзиту, лампрофіру та діориту палеозойського віку. Східна частина острова перетинається численними нормальними розломами, більшість з яких простягаються широко на північний захід-південний схід. Четвертинні відкладення включають підняті пляжні відкладення, які поширені по всьому острову та включають місцеві ділянки алювію. На заході та за великими затоками в інших місцях є значні площі видувного піску.